# Mäki Trio
Mäki Trio eller Mäki Orchestra var en amerikafinländsk musikgrupp, aktiv mellan 1920- och 1940-talen, bestående av syskonen Arvo, Signe och Sulo Mäki.
Syskonens föräldrar Herman och Emilia Vähämäki var hemmahörande från Österbotten. Fadern var känd amatördragspelare i Jalasjärvi innan han emigrerade till USA 1905. Familjen bodde i Ironwood och flyttade 1912 till Caspian, Michigan, där det fanns en omfattande finsk population.
Bröderna Arvo (1907–1966) och Sulo (1908–1970) uppträdde i Iron County under namnet Mäki Bros Jazzo. Sulo spelade trummor och banjo, och Arvo hade studerat pianodragspel hos en italiensk lärare vid namn Favairio. Signe (1910–1992), som spelade saxofon, ett vid tiden ovanligt instrument för kvinnor, anslöt sig till gruppen 1920. Initialt uppträdde trion i Massachusetts, norra Wisconsin och Minnesota, och spelade i radio i Duluth. 1928 gjordes resor till de östra delstaterna, inklusive New Jersey, Ohio och Massachusetts. Senare besöktes Oregon och Washington.
I januari och november 1929 gjorde trion 14 grammofoninspelningar för Victor i Chicago. Bland melodierna finns kompositioner av Sulo och Herman. Turnéerna fortsatte fram till andra världskriget, då Sulo tog värvning i flygvapnet. Efter kriget flyttade han till Aberdeen, och Arvo bosatte sig i Chicago. Signe gifte sig 1948 med William Hemmingson och flyttade till Seattle. Hon blev trummis i Finn Power Trio, som uppträdde i Oregon och Washington.

## Skivinspelningar

### 23.1. 1929
- Caspian polka
- Minun kultani
- Poikia Pohjoon maalta
- Sorretun elämä

### 29.1. 1929
- Espanjatar olen sorja
- Maatyttöjen sottiisi
- Mennyt ilo
- Waasan polkka

### 16.11. 1929
- Haitari sotiisi
- Intolan polkka
- Juhannussottiisi
- Liinapolkka
- Se hulivili polkka
- Särkyneet unelmat